# Estância de Braz
Estância de Braz es una localidad caboverdiana del municipio de Ribeira Brava.

## Geografía
La localidad está situada en la isla de São Nicolau.

## Organización territorial
La localidad abarca los lugares y barrios de:
- Alto
- Chã de Bote
- Chã de Cobra
- Cintinha
- Entantuda
- Ladeira Grande
- Montreiro
- Ponta de Salina
- Ponte